# التجريد من الإنسانية

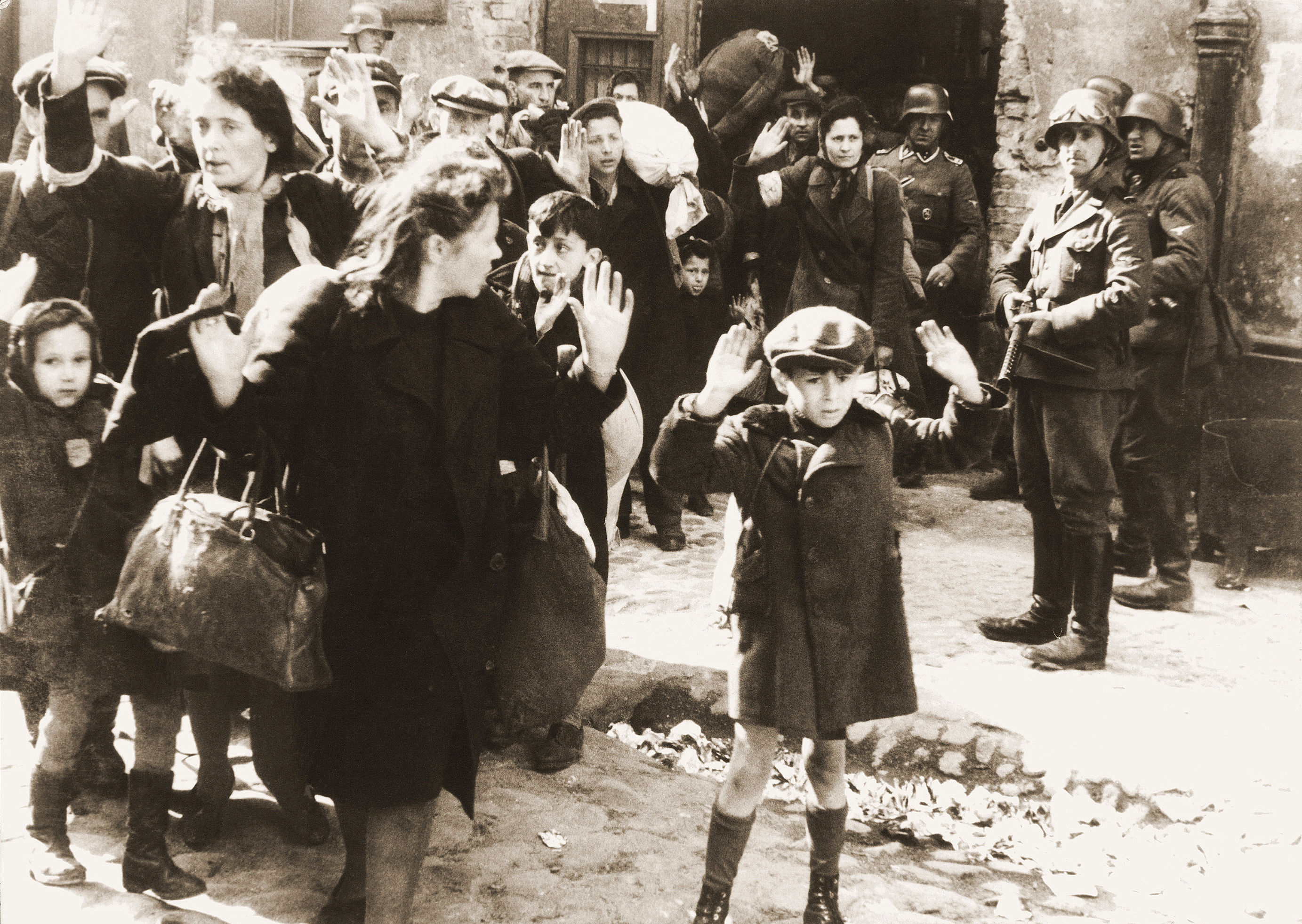
في تقريره عن قمع انتفاضة حي وارسو اليهودي، وصف يورغن ستروب اليهود الذين يقاومون الترحيل إلى المعسكرات النازية بأنهم "قطاع طرق".

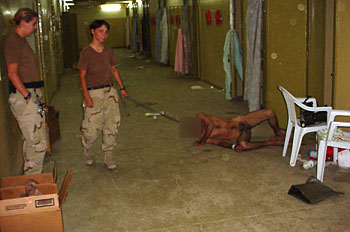
ليندي إنجلاند تسحب مقودًا مربوطًا برقبة سجين في سجن أبو غريب، يُجبر على الزحف على الأرض، بينما تراقب ميغان أمبول.

التجريد من الإنسانية (بالإنجليزية: Dehumanization)‏ هو إنكار للإنسانية الكاملة للآخرين والقسوة والمعاناة التي تصاحبها. يشير التعريف العملي إليها على أنها مشاهدة الآخرين ومعاملتهم كما لو أنهم يفتقرون إلى القدرات العقلية التي تُنسب عادةً إلى البشر. في هذا التعريف، كل فعل أو فكر يعتبر الشخص على أنه "أقل من" إنسان هو تجريد من إنسانيته.
نزع الصفة الإنسانية هو أحد أساليب التحريض على الإبادة الجماعية. كما جرى استخدامه لتبرير الحرب، والقتل القضائي وخارج نطاق القضاء، والعبودية، والإجهاض، ومصادرة الممتلكات، والحرمان من حق الاقتراع والحقوق الأخرى، ومهاجمة الأعداء أو المعارضين السياسيين.

## المفاهيم

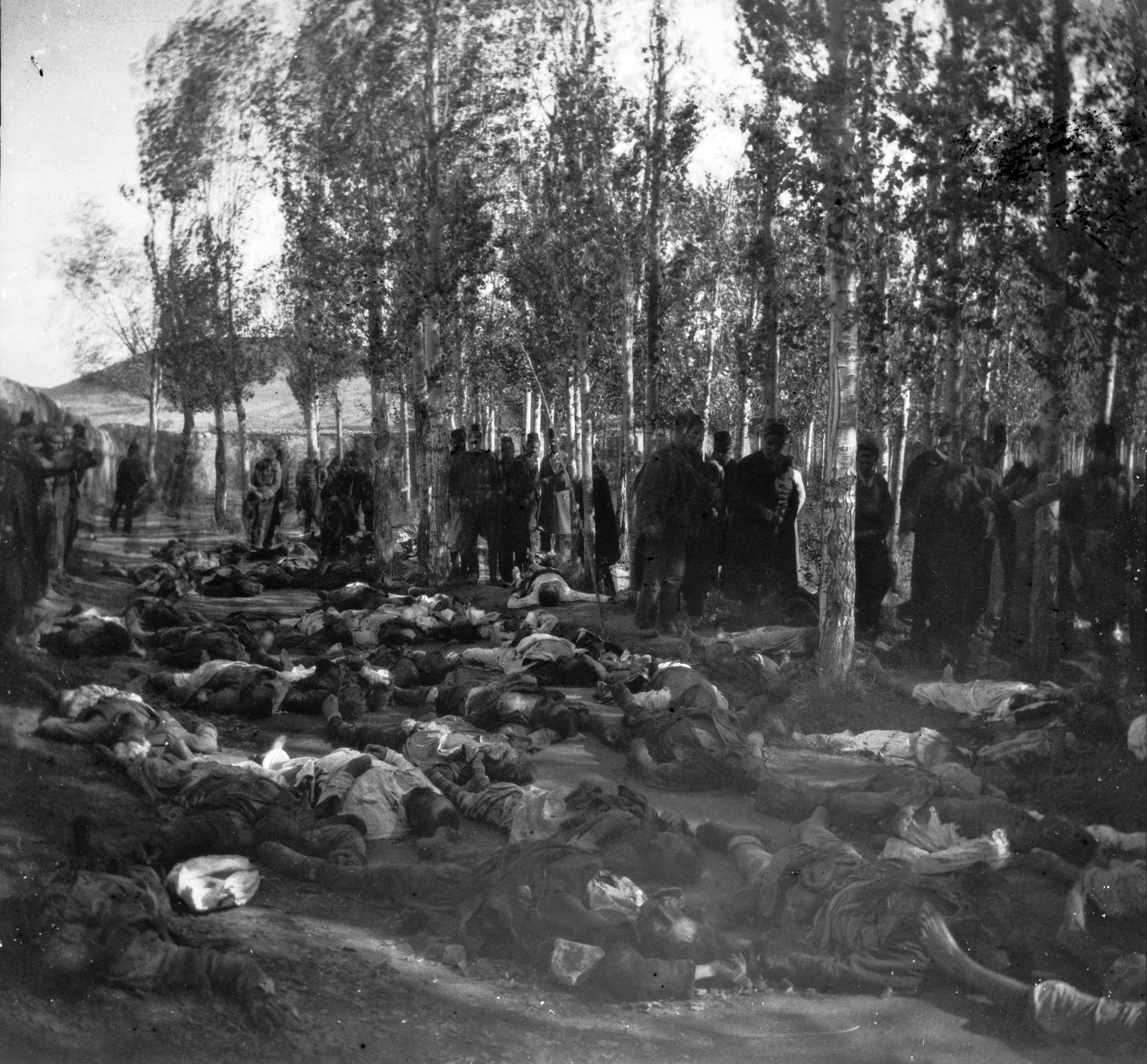
الأرمن المقتولون في أرضروم كجزء من مذبحة الحميدية

من الناحية السلوكية، يصف التجريد من الإنسانية النزعة تجاه الآخرين التي تحط من خصوصية الآخرين إما كنوع "فردي" أو كائن "فردي" (على سبيل المثال، شخص يتصرف بشكل غير إنساني تجاه البشر). كعملية، قد يُفهم التجريد من الإنسانية على أنه عكس التجسيد، وهو شكل من أشكال الكلام تُمنح فيه الأشياء الجامدة أو التجريدات بصفات إنسانية؛ إذًا، فإن التجريد من الإنسانية هو التخلي عن هذه الصفات نفسها أو اختزالها إلى التجريد.
في جميع السياقات تقريبًا، يجرى استخدام التجريد من الإنسانية بشكل ازدرائي جنبًا إلى جنب مع اضطراب الأعراف الاجتماعية، حيث ينطبق الأول على الفاعل (الفاعلين) في نزع الصفة الإنسانية عن السلوكيات والأخيرة تنطبق على الإجراء (الإجراءات) أو عمليات نزع الصفة الإنسانية. على سبيل المثال، هناك تجريد من الإنسانية لأولئك الذين يُنظر إليهم على أنهم يفتقرون إلى الثقافة أو الكياسة، وهي مفاهيم يُعتقد أنها تميز البشر عن الحيوانات. تحدد الأعراف الاجتماعية السلوك الإنساني وتحدد بشكل انعكاسي ما هو خارج السلوك الإنساني أو اللاإنساني. يختلف التجرد من الإنسانية عن السلوكيات أو العمليات غير الإنسانية في اتساعها لاقتراح الأعراف الاجتماعية المتنافسة. إنه إجراء لنزع الصفة الإنسانية حيث يجرى التقليل من قيمة المعايير القديمة إلى المعايير الجديدة المتنافسة، والتي بدورها تعيد تعريف فعل التجريد من الإنسانية. إذا فقدت المعايير الجديدة القبول، فسيظل الفعل واحدًا من التجريد من الإنسانية. يظل تعريف التجرد من الإنسانية في حالة انعكاسية من غموض رمز النوع بالنسبة إلى كل من المقاييس الفردية والمجتمعية.

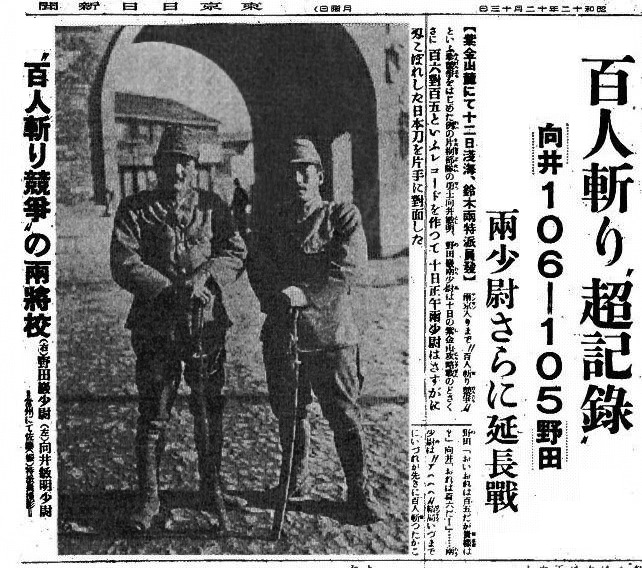
ضابطان يابانيان في الصين المحتلة يتنافسان لمعرفة من يمكنه قتل (بالسيف) مائة شخص أولاً

من الناحية البيولوجية، يمكن وصف التجريد من الإنسانية على أنه نوع مستقدم يهمش الجنس البشري، أو شخص / عملية جرى إدخالها تحط من قدر الأشخاص الآخرين بشكل غير إنساني.
في العلوم السياسية والفقه القانوني، فإن التجريد من الإنسانية هو اغتراب استنتاجي عن حقوق الإنسان أو تجريد من الحقوق الطبيعية، وهو تعريف يتوقف على احترام القانون الدولي بدلاً من الأعراف الاجتماعية التي تحدها الجغرافيا البشرية. في هذا السياق، لا يحتاج التخصص داخل الأنواع إلى تشكيل المواطنة العالمية أو حقوقها غير القابلة للتصرف؛ الجينوم البشري يرث كليهما.
يُنظَر إلى التجرد من الإنسانية يتخذ شكلين: نزع الإنسانية حيوانياً، والذي يجرى توظيفه في الغالب بين المجموعات؛ ونزع الصفة الإنسانية آليًا، والذي يجرى توظيفه على أساس شخصي في الغالب. يمكن أن يحدث التجريد من الإنسانية بشكل استطرادي (على سبيل المثال، اللغة الاصطلاحية التي تشبه البشر الفرديين بالحيوانات غير البشرية، أو الإساءة اللفظية، أو إلغاء صوت الشخص)، أو رمزيًا (على سبيل المثال، الصور)، أو جسديًا (على سبيل المثال، عبودية المتاع، الإساءة الجسدية، رفض التواصل بالعين). غالبًا ما يتجاهل التجريد من الإنسانية شخصية الهدف (أي الجوانب الإبداعية والمثيرة لشخصيتهم) ويمكن أن يعيق المرء عن الشعور بالتعاطف أو الفهم الصحيح لمجموعة موصومة بالعار.
إستمرت التوصيفات في القرن 21 ومنها وصف الرئيس الأمريكي دونالد ترامب هايتي والقارة بأكملها بأنها دول "قذرة"، ووصف وزير الدفاع الإسرائيلي يوآف غالانت الفلسطينيين بـ"حيوانات بشرية".لعلعل
قد يجرى نزع الصفة الإنسانية عن مؤسسة اجتماعية (مثل الدولة أو المدرسة أو الأسرة)، أو بين الأشخاص، أو حتى داخل الذات. يمكن أن يكون نزع الصفة الإنسانية غير مقصود، خاصة على الأفراد، كما هو الحال مع بعض أنواع العنصرية الواقعية. تاريخيًا، كان نزع الصفة الإنسانية الذي تنظمه الدولة موجهًا ضد مجموعات الأقليات السياسية أو العرقية أو العرقية أو القومية أو الدينية المتصورة. الأفراد والجماعات الأخرى الأقلية والمهمشة (على أساس التوجه الجنسي أو الجنس أو الإعاقة أو الطبقة أو بعض المبادئ التنظيمية الأخرى) معرضون أيضًا لأشكال مختلفة من نزع الصفة الإنسانية. حظي مفهوم نزع الصفة الإنسانية باهتمام تجريبي في الأدبيات النفسية. إنه مرتبط من الناحية المفاهيمية بعدم إنسانية، نزع الشرعية، الإقصاء الأخلاقي، والموضوعية. يحدث نزع الصفة الإنسانية عبر عدة مجالات؛ يجرى تسهيله من خلال المكانة والسلطة والاتصال الاجتماعي؛ وينتج عنه سلوكيات مثل الإقصاء والعنف ودعم العنف ضد الآخرين.
"يُنظر إلى التجرد من الإنسانية على أنه عنصر مركزي في العنف بين الجماعات لأنه غالبًا ما يكون أهم مقدمة للإقصاء الأخلاقي، وهي العملية التي يجرى من خلالها وضع الجماعات الموصومة خارج الحدود التي يجرى فيها تطبيق القيم الأخلاقية والقواعد واعتبارات الإنصاف".
ديفيد ليفينغستون سميث، مدير ومؤسس مشروع الطبيعة البشرية في جامعة نيو إنجلاند، يجادل بأن البشر على مر التاريخ كانوا ينزعون إنسانيتهم من بعضهم البعض لآلاف السنين. في عمله "مفارقات التجريد من الإنسانية"، يقترح سميث أن التجريد من الإنسانية يعتبر في الوقت نفسه الناس بشرًا وأقل من البشر. تظهر هذه المفارقة، كما يحدد سميث، لأن سبب تجريد الناس من إنسانيتهم هو أنه يمكن الاستفادة من سماتهم البشرية.

### الإنسانية
في عمل هربرت كيلمان حول نزع الصفة الإنسانية، تتميز الإنسانية بميزتين: "الهوية" (أي تصور الشخص "كفرد، ومستقل ومتميز عن الآخرين، وقادر على اتخاذ الخيارات") و"المجتمع" (أي، تصور الشخص على أنه "جزء من شبكة مترابطة من الأفراد الذين يهتمون ببعضهم البعض"). عندما يجرى إنكار وكالة الهدف وانخراطه في المجتمع، فإنهم لم يعودوا يثيرون التعاطف أو الاستجابات الأخلاقية الأخرى وقد يعانون من العنف.

### التجسيد
جادل عالم النفس باربرا فريدريكسون وتومي آن روبرتس بأن التجسيد الجنسي للمرأة يمتد إلى ما هو أبعد من المواد الإباحية (التي تؤكد على أجساد النساء على خصائصهن العقلية والعاطفية البشرية الفريدة) إلى المجتمع بشكل عام. هناك تركيز معياري على المظهر الأنثوي يجعل المرأة تأخذ منظور الشخص الثالث على أجسادها. قد تتسبب المسافة النفسية التي قد تشعر بها النساء عن أجسادهن في تجريدهن من إنسانيتهن. أشارت بعض الأبحاث إلى أن النساء والرجال يظهرون "تحيزًا في التعرف على جزء من الجسم الجنسي"، حيث يجرى التعرف على أجزاء الجسم الجنسية للمرأة بشكل أفضل عند عرضها في عزلة عن أجسامها بأكملها. في المقابل، يجرى التعرف على أجزاء الجسم الجنسية للرجال بشكل أفضل في سياق أجسادهم بالكامل أكثر من كونها معزولة. الرجال الذين يجردون النساء من إنسانيتهم إما كحيوانات أو أشياء هم أكثر عرضة للقيام بالاغتصاب والتحرش الجنسي بالنساء ويظهرون مواقف أكثر سلبية تجاه ضحايا الاغتصاب من الإناث.
حددت الفيلسوفة مارثا نوسباوم سبعة مكونات للموضوعية الجنسية: الوسيلة، والحرمان من الاستقلالية، والخمول، وقابلية التبادل، والانتهاك، والملكية، وإنكار الذاتية. 
في هذا السياق، تشير الوسيلة إلى الوقت الذي يجرى فيه استخدام الموضوع كأداة لصالح المعترض. يحدث إنكار الاستقلالية في شكل المعترض الذي يقلل من شأن الموضوع وينكر قدراتهم. في حالة الخمول، يجرى التعامل مع الكائن كما لو كان كسولًا وكسلًا. العلامات الموضوع لتكون قابلة للاستبدال بسهولة. التقلبات هي عندما لا يحترم المعترض المساحة الشخصية أو الحدود الشخصية للشخص الموضوع. الملكية هي عندما يُنظر إلى الكائن على أنه ملكية لشخص آخر. أخيرًا، إنكار الذاتية هو عدم التعاطف مع الموضوع، أو رفض فكرة أن الموضوع له مشاعر. تتسبب هذه المكونات السبعة في أن ينظر الشخص المعترض إلى الموضوع بطريقة غير محترمة، وبالتالي يعاملهم على هذا النحو.

## تاريخ

### الهنود الحمر

مقبرة جماعية للقتلى لاكوتا بعد مذبحة الركبة الجريحة. قُتل ما يصل إلى 300 من السكان الأصليين، معظمهم من الرجال والنساء والأطفال.

جرى تجريد الأمريكيين الأصليين من إنسانيتهم بوصفهم "متوحشين هنود لا يرحمون" في إعلان استقلال الولايات المتحدة. بعد مذبحة الركبة الجريحة في ديسمبر 1890، كتب المؤلف ل. فرانك بوم:
أعلن الرواد من قبل أن سلامتنا الوحيدة تعتمد على الإبادة الكاملة للهنود [كذا]. بعد أن ظلمناهم لقرون، كان من الأفضل لنا، من أجل حماية حضارتنا، أن نتبعها بخطأ آخر ونزيل هذه المخلوقات الجامحة وغير القابلة للترويض من على وجه الأرض. في هذا تكمن سلامة المستوطنين والجنود الذين يخضعون لأوامر غير كفؤة. خلاف ذلك، قد نتوقع أن تكون السنوات المقبلة مليئة بالمشاكل مع الهنود الحمر كما كانت في الماضي.
في كتاب مارتن لوثر كينغ جونيور عن الحقوق المدنية، لماذا لا نستطيع الانتظار، كتب:
ولدت أمتنا في الإبادة الجماعية عندما اعتنقت العقيدة القائلة بأن الأمريكي الأصلي، الهندي، كان عرقًا أدنى. حتى قبل وجود أعداد كبيرة من الزنوج على شواطئنا، كانت ندبة الكراهية العنصرية قد شوهت بالفعل المجتمع الاستعماري. منذ القرن السادس عشر فصاعدًا، سالت الدماء في معارك على السيادة العرقية. ربما نكون الأمة الوحيدة التي حاولت كمسألة سياسة وطنية القضاء على سكانها الأصليين. علاوة على ذلك، ارتقينا بهذه التجربة المأساوية إلى حرب صليبية نبيلة. في الواقع، حتى اليوم لم نسمح لأنفسنا برفض هذه الحادثة المخزية أو الشعور بالندم عليها. أدبنا وأفلامنا ودرامانا وفولكلورنا كلها تعظمه.
كان كينغ مؤيدًا نشطًا لحركة حقوق الأمريكيين الأصليين، والتي رسمها بالتوازي مع قيادته لحركة الحقوق المدنية. تهدف الحركتان إلى قلب المواقف اللاإنسانية التي يتبناها أفراد من عامة الناس ضدهما.

## الأسباب والعوامل الداعمة

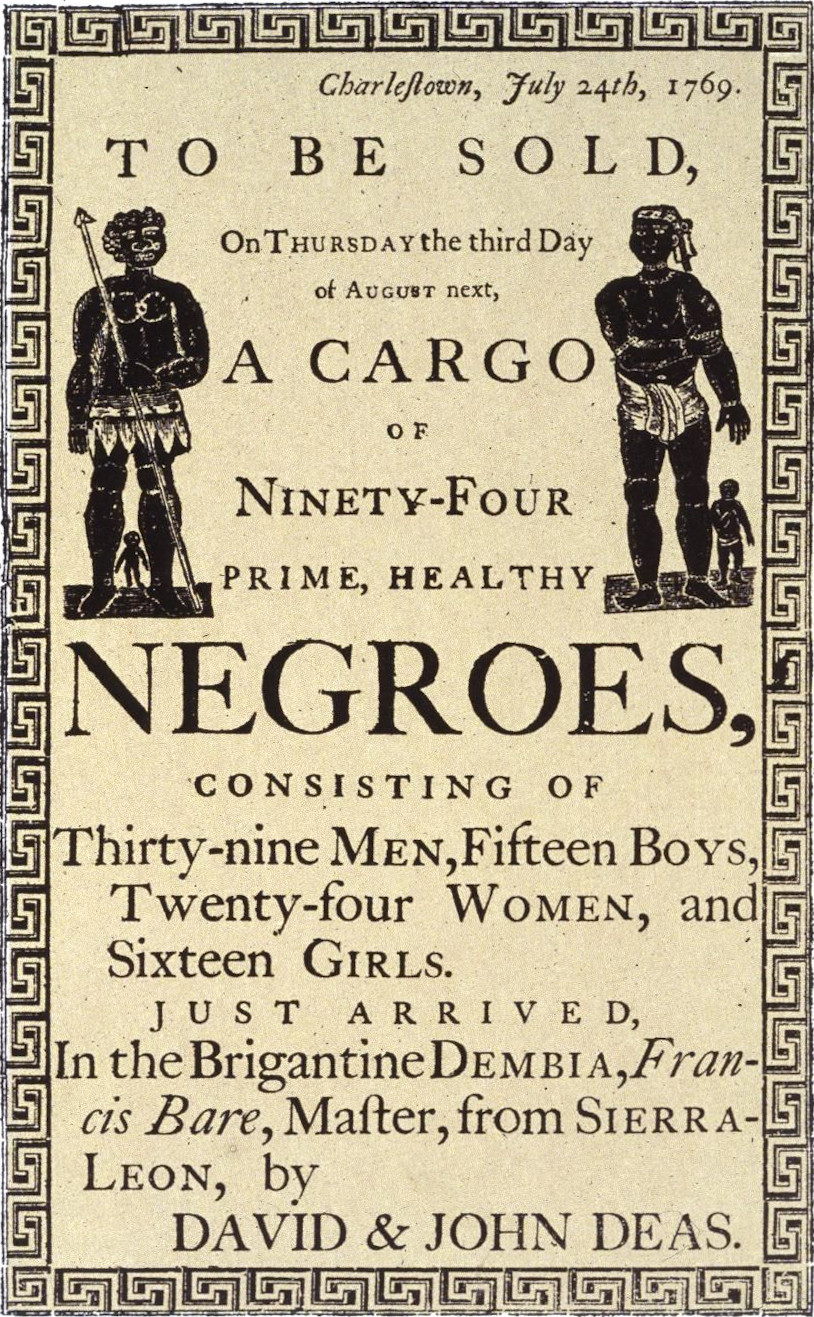
نسخة من بوليصة إعلانية تعلن عن مزاد للعبيد، في تشارلستون، ساوث كارولينا، عام 1769

عدة اتجاهات من البحث النفسي تتعلق بمفهوم نزع الصفة الإنسانية. توحي "دون الإنسانية" بأن الأفراد يفكرون في أعضاء الجماعة الخارجية ويعاملونهم على أنهم "أقل بشراً" وأكثر شبهاً بالحيوانات؛  بينما يستخدم عالم الإثنولوجيا النمساوي إيريناوس إيبل إيبسفيلدت مصطلح التماثل الزائف، وهو مصطلح اقترضه من المحلل النفسي إريك إريكسون، للإيحاء بأن الشخص أو الأشخاص الذين جرى تجريدهم من الإنسانية يعتبرون ليسوا أعضاءً في الجنس البشري. على وجه التحديد، يربط الأفراد العواطف الثانوية (التي يُنظر إليها على أنها إنسانية فريدة) مع مجموعة الانتماء أكثر من المجموعة الخارجية. جرى العثور على العواطف الأولية (تلك التي يمر بها جميع الكائنات الحية، سواء كانت بشرية أو غيرها من الحيوانات) لتكون أكثر ارتباطًا بالمجموعة الخارجية. يرتبط نزع الصفة الإنسانية ارتباطًا جوهريًا بالعنف. في كثير من الأحيان، لا يمكن لأحد أن يلحق ضررًا خطيرًا بآخر دون تجريده من إنسانيته أولاً في ذهنه (كشكل من أشكال التبرير ). التدريب العسكري، من بين أمور أخرى، هو إزالة حساسية منهجية وتجريد العدو من إنسانيته، وقد يجد الجنود والنساء أنه من الضروري نفسيًا الإشارة إلى العدو على أنه حيوان أو غيره من الكائنات غير البشرية المقدم. أظهر ديف غروسمان أنه سيكون من الصعب بدون هذا التحسس، إن لم يكن من المستحيل، قتل إنسان آخر، حتى في القتال أو تحت تهديد حياتهم.

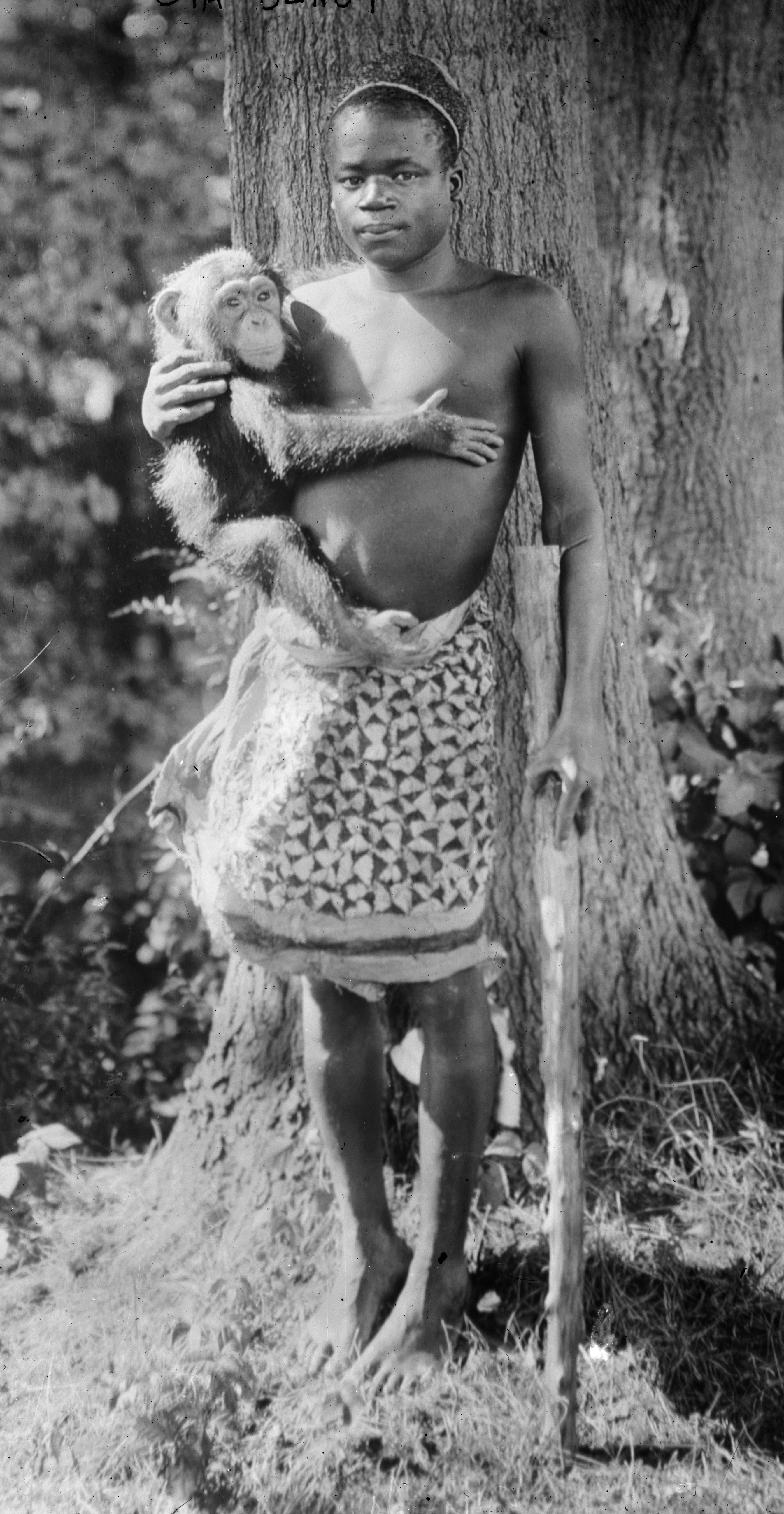
أوتا بنجا، معرض بشري في حديقة حيوان برونكس، 1906

وفقًا لدانييل بار تال، فإن نزع الشرعية هو "تصنيف المجموعات إلى فئات اجتماعية سلبية للغاية مستبعدة من المجموعات البشرية التي تعتبر تعمل ضمن حدود المعايير والقيم المقبولة".
يحدث الاستبعاد الأخلاقي عندما تخضع المجموعات الخارجية لمجموعة مختلفة من القيم الأخلاقية والقواعد والإنصاف عن تلك المستخدمة في العلاقات الاجتماعية مع أعضاء المجموعة. عندما يجرد الأفراد الآخرين من إنسانيتهم، فإنهم لم يعودوا يعانون من الضيق عندما يعاملونهم معاملة سيئة. يُستخدم الاستبعاد الأخلاقي لشرح السلوكيات المتطرفة مثل الإبادة الجماعية وسياسات الهجرة القاسية وعلم تحسين النسل، ولكن يمكن أن يحدث أيضًا على مستوى تمييزي يومي أكثر انتظامًا. في الدراسات المختبرية، يجرى التعامل مع الأشخاص الذين يجرى تصويرهم على أنهم يفتقرون إلى الصفات البشرية بطريقة قاسية وعنيفة بشكل خاص. 
يحدث التجرد من الإنسانية عندما يواجه الشخص ترددات منخفضة من التنشيط داخل شبكته العصبية للإدراك الاجتماعي. يتضمن ذلك مناطق من الشبكات العصبية مثل التلم الصدغي العلوي (STS) وقشرة الفص الجبهي الإنسي (mPFC). تشير دراسة أجريت عام 2001 من قبل علماء النفس كريس وأوتا فريث إلى أن أهمية التفاعل الاجتماعي داخل الشبكة العصبية لها ميول إلى الأشخاص الذين يُنظر إليهم على أنهم مثيرون للاشمئزاز، مما يؤدي إلى فك الارتباط الاجتماعي. تعمل المهام التي تنطوي على الإدراك الاجتماعي عادةً على تنشيط الشبكة العصبية المسؤولة عن الإسقاطات الذاتية للتصورات المحفزة للاشمئزاز وأنماط التجريد من الإنسانية. "إلى جانب التلاعب بالأشخاص المستهدفين، فإن التلاعب بالأهداف الاجتماعية يؤكد صحة هذا التوقع: إن استنتاج التفضيل، واستنتاج الحالة العقلية، يزيد بشكل كبير من نشاط mPFC وSTS لهذه الأهداف غير الإنسانية." دراسة عام 2007 من قبل هاريس، مكلور، فان دن بوس، كوهين وفيسك تقترح الموثوقية العقلية للموضوع تجاه الإدراك الاجتماعي غير الإنساني بسبب انخفاض النشاط العصبي تجاه الهدف المتوقع، والتكرار عبر المحفزات والسياقات.
في حين أن المسافة الاجتماعية من هدف المجموعة الخارجية هي شرط ضروري لنزع الصفة الإنسانية، تشير بعض الأبحاث إلى أن هذا وحده غير كاف. حدد البحث النفسي المكانة العالية والقوة والاتصال الاجتماعي كعوامل إضافية. غالبًا ما يربط أعضاء المجموعات ذات المكانة العالية الإنسانية بالمجموعة الداخلية أكثر من المجموعة الخارجية، في حين أن أعضاء المجموعات ذات المكانة المنخفضة لا يظهرون أي اختلافات في الارتباطات مع الإنسانية. وبالتالي، فإن الحصول على مكانة عالية يجعل المرء أكثر عرضة لتجريد الآخرين من إنسانيتهم. ترتبط المجموعات ذات المكانة المنخفضة بسمات الطبيعة البشرية (مثل الدفء والعاطفة) أكثر من ارتباطها بالخصائص البشرية الفريدة، مما يعني أنها أقرب إلى الحيوانات من البشر لأن هذه السمات نموذجية للبشر ولكن يمكن رؤيتها في الأنواع الأخرى. بالإضافة إلى ذلك، وجد مجال آخر من العمل أن الأفراد الذين هم في موقع قوة كانوا أكثر ميلًا إلى تجسيد مرؤوسيهم، ومعاملتهم كوسيلة لتحقيق غاية الفرد بدلاً من التركيز على صفاتهم الإنسانية الأساسية. أخيرًا، فإن الارتباط الاجتماعي - التفكير في شخص قريب أو وجود شخص آخر قريب - يمكّن من نزع الصفة الإنسانية عن طريق تقليل إسناد الحالات العقلية البشرية، وزيادة الدعم لعلاج أهداف مثل الحيوانات، وزيادة الاستعداد لتأييد تكتيكات استجواب قاسية. هذا أمر غير بديهي لأن الاتصال الاجتماعي قد وثق فوائد الصحة والرفاهية الشخصية ولكن يبدو أنه يضعف العلاقات بين المجموعات.
اكتشفت دراسات التصوير العصبي أن قشرة الفص الجبهي الإنسي - وهي منطقة دماغية تشارك بشكل مميز في عزو الحالات العقلية للآخرين - تُظهر نشاطًا ضعيفًا لأهداف غير إنسانية للغاية (أي تلك المصنفة، وفقًا لنموذج محتوى الصورة النمطية، على أنها منخفضة الحرارة وكفاءة منخفضة، مثل مدمني المخدرات أو الأشخاص المشردين).

### السلالة والعرق

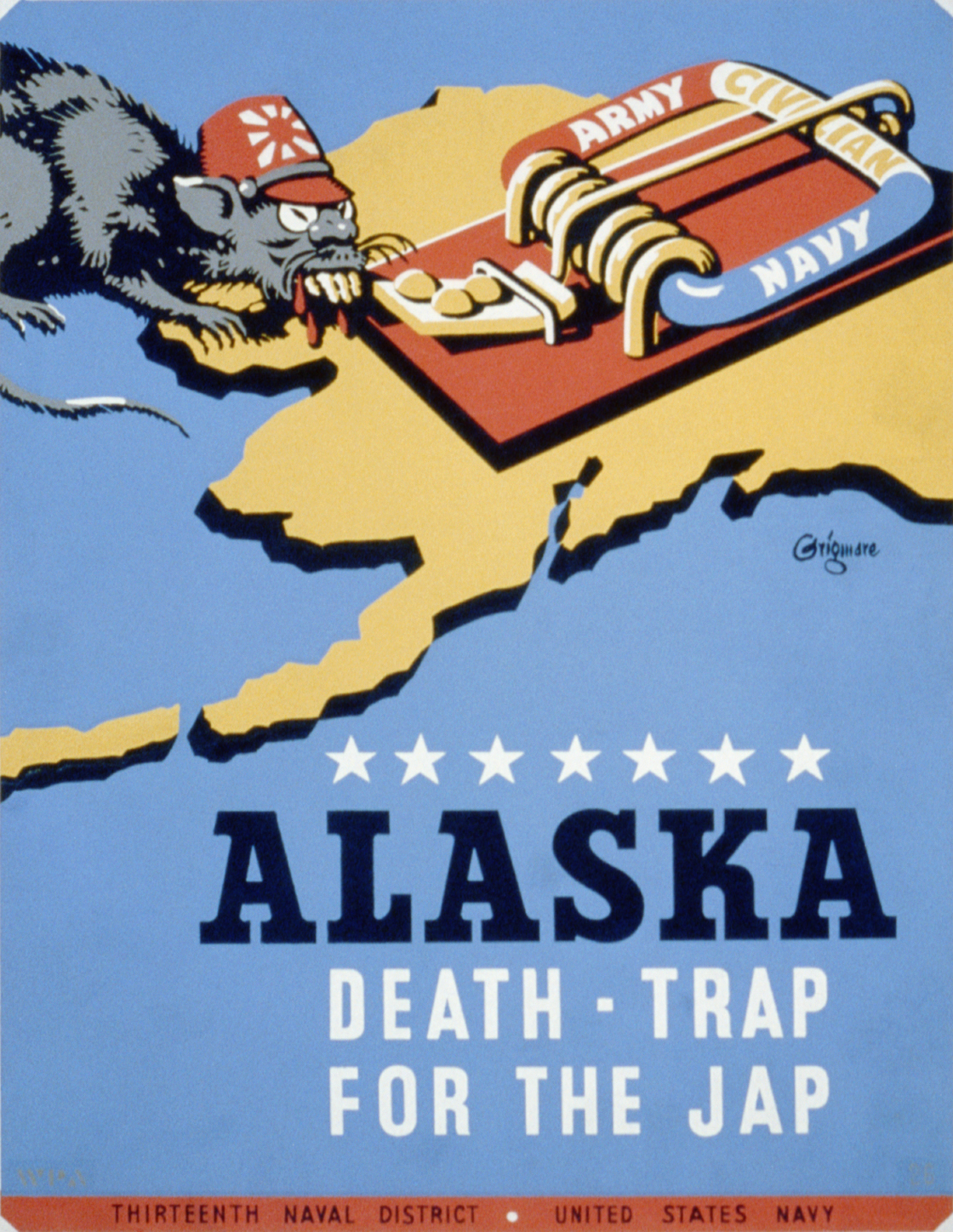
ملصق دعائي للحكومة الأمريكية من الحرب العالمية الثانية يصور جنديًا يابانيًا على شكل فأر

غالبًا ما يحدث نزع الصفة الإنسانية نتيجة للصراع بين الجماعات. غالبًا ما يجرى تمثيل الآخرين الإثنيين والعرقيين كحيوانات في الثقافة الشعبية. هناك دليل على استمرار هذا التمثيل في السياق الأمريكي مع ارتباط الأمريكيين الأفارقة ضمنيًا بالقردة. إلى الحد الذي يكون لدى الفرد هذا الارتباط الضمني اللاإنساني، فمن المرجح أن يدعم العنف ضد الأمريكيين من أصل أفريقي (على سبيل المثال، قرارات هيئة المحلفين بإعدام المتهمين). من الناحية التاريخية، غالبًا ما يرتبط نزع الصفة الإنسانية بصراعات الإبادة الجماعية في تلك الأيديولوجيات قبل وأثناء الصراع تصور الضحايا على أنهم من دون البشر (مثل القوارض). يمكن أيضًا تجريد المهاجرين من إنسانيتهم بهذه الطريقة.
في عام 1901، وافقت المستعمرات الأسترالية الست على الاتحاد، وأنشأت الدولة القومية الحديثة لأستراليا وحكومتها. قسم 51 (xxvi) استبعاد السكان الأصليين من المجموعات المحمية بقوانين خاصة، والقسم 127 استبعاد السكان الأصليين من تعداد السكان. حرم قانون امتياز الكومنولث لعام 1902 بشكل قاطع السكان الأصليين من حق التصويت. لم يُسمح للسكان الأصليين الأستراليين بمزايا الضمان الاجتماعي (على سبيل المثال، معاشات الشيخوخة وبدلات الأمومة) التي جرى تقديمها للآخرين. تعرض السكان الأصليون في المناطق الريفية للتمييز والسيطرة على مكان وكيفية الزواج والعمل والعيش وتحركاتهم.

### اللغة
يمكن أن يحدث التجرد من الإنسانية نتيجة للغة المستخدمة لوصف مجموعات من الناس. يجرى تخصيص كلمات مثل مهاجر ومغترب للأجانب بناءً على وضعهم الاجتماعي وثروتهم، بدلاً من القدرة أو الإنجازات أو التوافق السياسي. المغترب هي كلمة لوصف الأشخاص المتميزين، الذين غالبًا ما يكونون من ذوي البشرة الفاتحة، والذين يقيمون حديثًا في منطقة ما ولهم دلالات تشير إلى القدرة والثروة والثقة. وفي الوقت نفسه، تُستخدم كلمة مهاجر لوصف الأشخاص الذين يأتون إلى مكان جديد للإقامة وتستنتج معنى غير مرغوب فيه كثيرًا.
تقترن كلمة "مهاجر" أحيانًا بكلمة "غير شرعي"، الأمر الذي ينطوي على دلالة مهينة للغاية. إن إساءة استخدام هذه المصطلحات - غالبًا ما تُستخدم بشكل غير دقيق - لوصف الآخر، يمكن أن يغير تصور المجموعة ككل بطريقة سلبية.
وجدت سلسلة من اختبارات اللغة علاقة مباشرة بين صفات رهاب المثلية والتباعد المعرفي الاجتماعي تجاه مجموعة من المثليين جنسياً، وهو شكل من أشكال نزع الصفة الإنسانية. كان يُعتقد أن هذه الصفات (على سبيل المثال، كلمة fagot) تعمل كعلامات غير إنسانية لأنها تميل إلى العمل كعلامات للانحراف. وجد زوج واحد من الدراسات أن الأشخاص كانوا أكثر عرضة لربط اللغة الخبيثة بالمثليين جنسياً، وأن هذه الارتباطات اللغوية تزيد من التباعد الجسدي بين الشخص والمثلي جنسياً. يشير هذا إلى أن اللغة الخبيثة يمكن أن تشجع التجرد من الإنسانية، والتباعد المعرفي والجسدي بطرق لا تفعلها الأشكال الأخرى من اللغة الخبيثة.

### أجناس بشرية
في الولايات المتحدة، جرى تجريد الأمريكيين من أصل أفريقي من إنسانيتهم بتصنيفهم على أنهم من الرئيسيات غير البشرية. وصف ضابط شرطة في كاليفورنيا كان متورطًا أيضًا في الضرب على رودني كينغ نزاعًا بين زوجين أمريكيين من السود بأنه "شيء خرج من الغوريلا في الضباب ". افترض فرانز بوا وتشارلز داروين أنه قد تكون هناك عملية تطورية بين الرئيسيات. كانت القرود والقردة الأقل تطورًا، ثم البشر الوحشية والمشوهة، والتي أشارت إلى الناس من أصل أفريقي، إلى القوقازيين على أنهم الأكثر تطورًا.

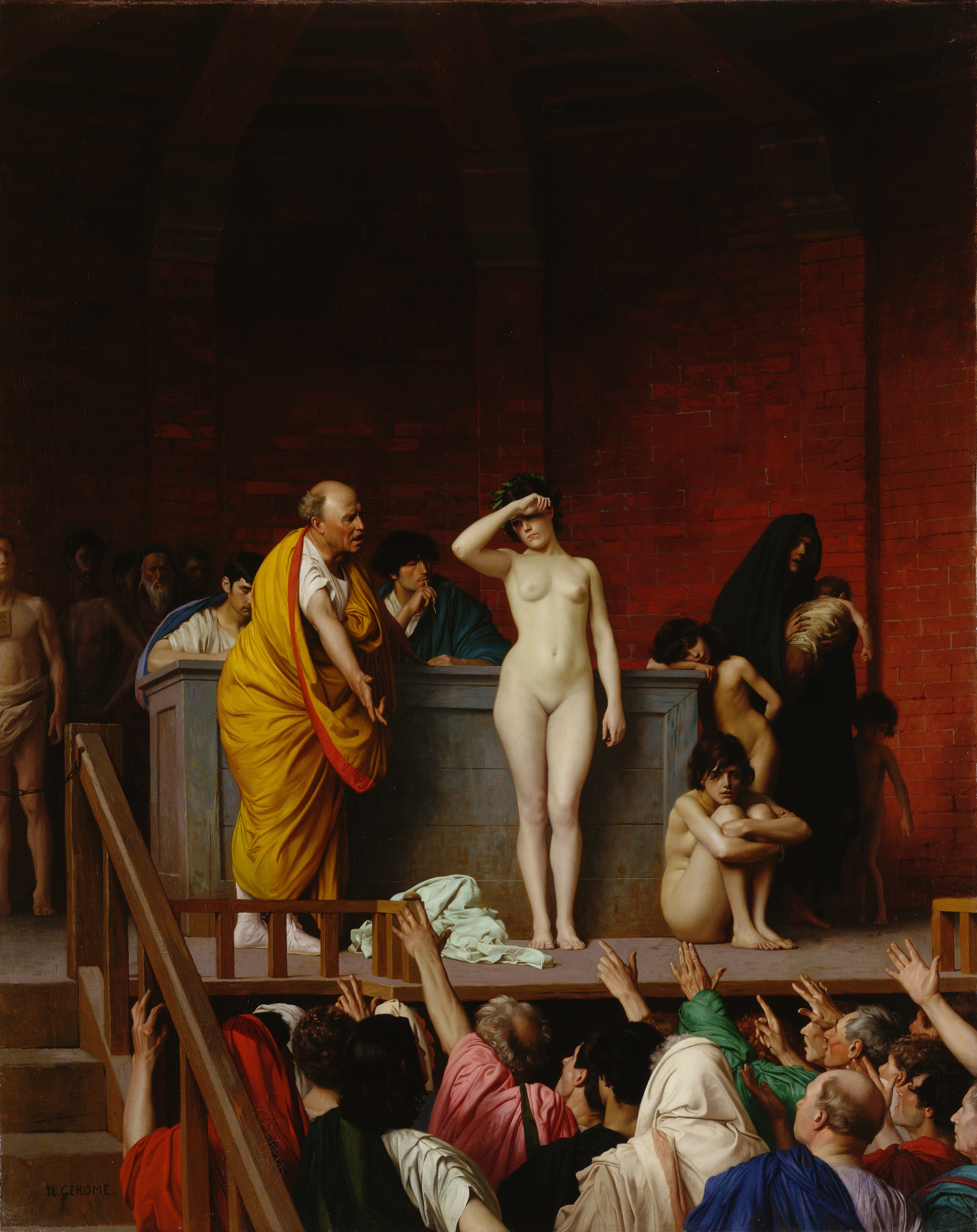
تصوير لمزاد العبيد في روما القديمة. كان أي شخص غير روماني خاضعًا للاستعباد وكان يعتبر ملكية خاصة.

### الاستيلاء على الممتلكات

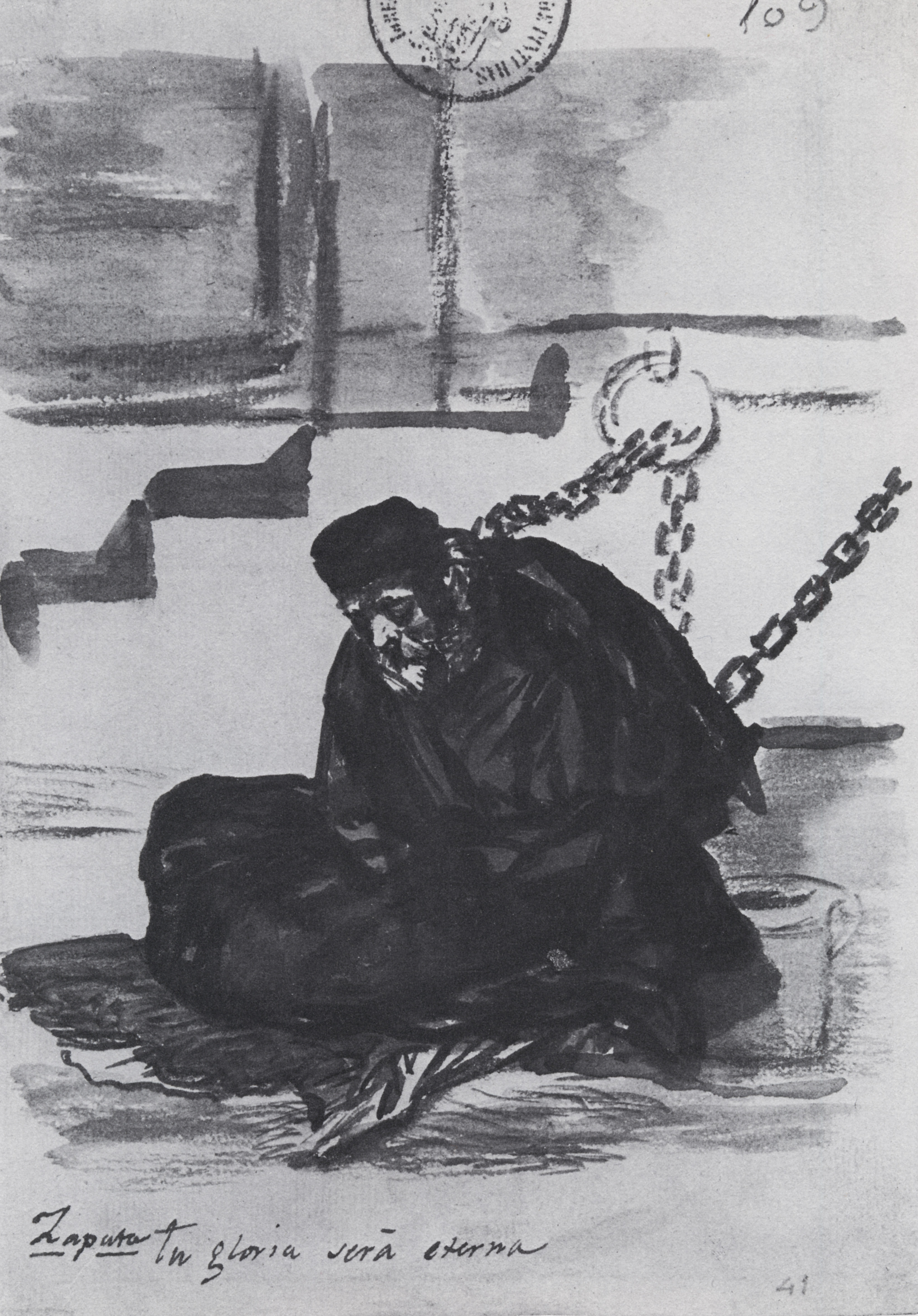
ستصادر محاكم التفتيش الإسبانية ممتلكات المتهمين بالهرطقة وتستخدم الأرباح لتمويل سجن المتهم، حتى قبل المحاكمة.

يعرّف علماء الملكية نزع الصفة الإنسانية على أنه "الفشل في الاعتراف بإنسانية الفرد أو المجموعة". غالبًا ما يحدث نزع الصفة الإنسانية جنبًا إلى جنب مع مصادرة الممتلكات. عندما يقترن الاستيلاء على الممتلكات بنزع الصفة الإنسانية، تكون النتيجة أخذ الكرامة.
منذ تأسيسها، شاركت الولايات المتحدة مرارًا وتكرارًا في عمليات الاستيلاء على الكرامة من السكان الأمريكيين الأصليين، حيث استولت على أراضي السكان الأصليين في "سجل مروع وعنيف ومأساوي لا يمكن إنكاره" من الإبادة الجماعية والإبادة العرقية. في الآونة الأخيرة في عام 2013، كان تدهور جبل مقدس لشعب الهوبي - عن طريق رش أصيص ذروته بالثلج الاصطناعي المصنوع من مياه الصرف الصحي - يشكل كرامة أخرى تأخذها مصلحة الغابات في الولايات المتحدة.
شكلت مذبحة تولسا العرقية عام 1921 أيضًا عملية أخذ كرامة تنطوي على نزع الإنسانية. قام المشاغبون البيض بتجريد الأمريكيين الأفارقة من إنسانيتهم من خلال مهاجمة ونهب وتدمير المنازل والشركات في غرينوود، وهو حي يغلب عليه السود ويُعرف باسم "بلاك وول ستريت".
خلال الهولوكوست، رافقت الإبادة الجماعية - وهي شكل حاد من أشكال نزع الصفة الإنسانية - تدمير الممتلكات اليهودية والاستيلاء عليها. كان هذا بمثابة أخذ الكرامة.
كما تعرض العمال غير المسجلين في الولايات المتحدة لنزع الكرامة الإنسانية عندما يعاملهم أرباب العمل على أنهم آلات بدلاً من أشخاص لتبرير ظروف العمل الخطرة. عندما تؤدي الظروف القاسية إلى إصابة جسدية أو الوفاة، فإن الممتلكات المدمرة هي الجسد المادي.

### التجرد من الإنسانية ووسائل الإعلام
يجادل نموذج الدعاية لإدوارد إس هيرمان ونعوم تشومسكي بأن وسائل الإعلام المؤسسية قادرة على تنفيذ حملات واسعة النطاق وناجحة لنزع الصفة الإنسانية عندما تروج للأهداف (جني الأرباح) التي تلتزم الشركات بتعظيمها تعاقديًا. وسائل الإعلام الحكومية قادرة أيضًا على تنفيذ حملات نزع الصفة الإنسانية، سواء في الديمقراطيات أو الديكتاتوريات، وهي حملات منتشرة بما يكفي بحيث لا يستطيع السكان تجنب الميمات اللاإنسانية.

### الجهات الفاعلة غير الحكومية
كما لجأت الجهات الفاعلة غير الحكومية - الإرهابيون على وجه الخصوص - إلى نزع الصفة الإنسانية لدعم قضيتهم. كانت جماعة الطقس تحت الأرض الإرهابية في الستينيات قد دعت إلى العنف ضد أي شخصية في السلطة واستخدمت ميم "الشرطة خنازير" لإقناع الأعضاء بأنهم لا يؤذون البشر بل يقتلون الحيوانات البرية فقط. وبالمثل، فإن التصريحات الخطابية مثل "الإرهابيون هم مجرد حثالة"، هو عمل من أعمال نزع الصفة الإنسانية.

## في العلوم والطب والتكنولوجيا

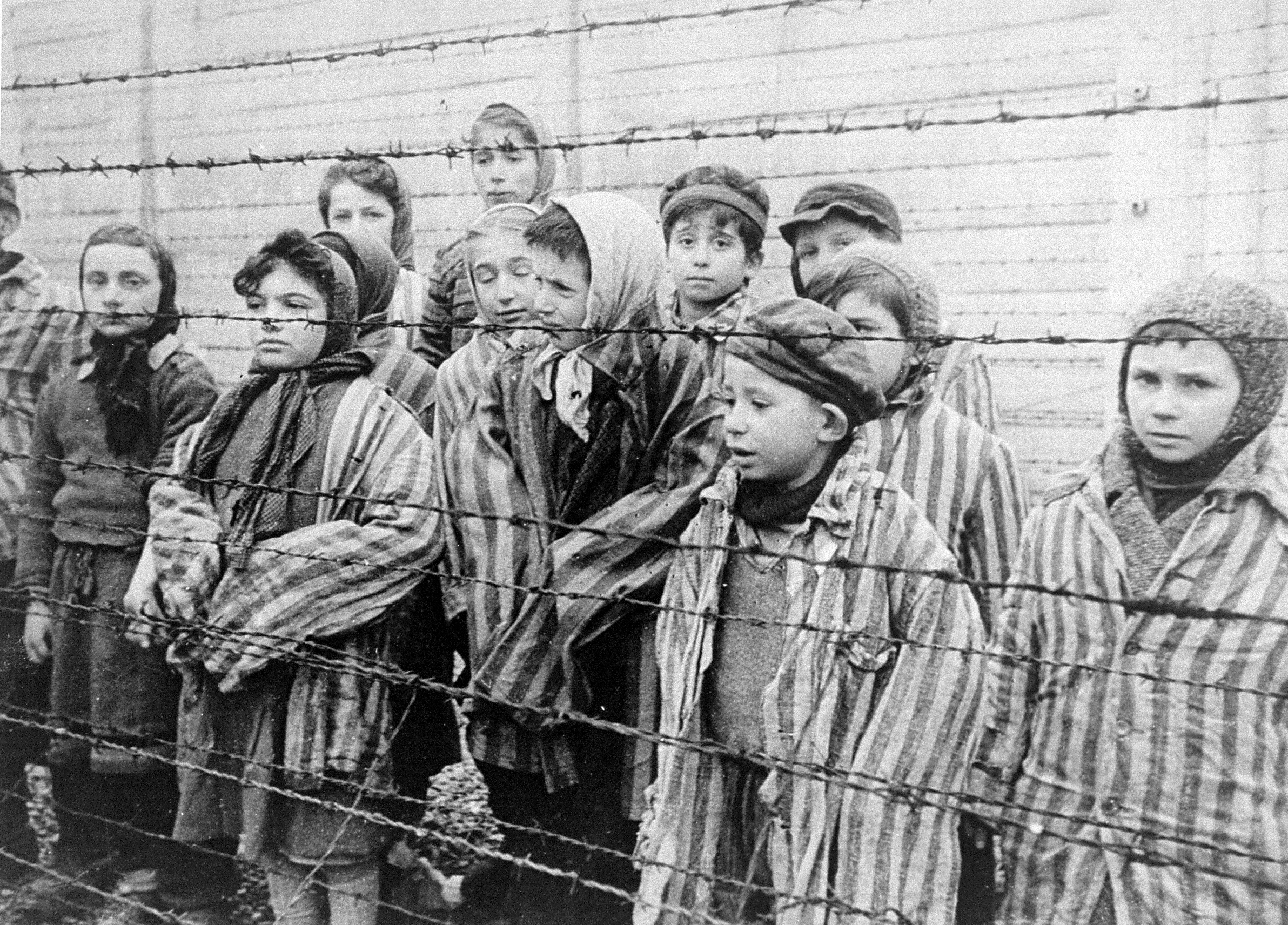
بقي التوائم اليهود على قيد الحياة في أوشفيتز لاستخدامها في التجارب الطبية لجوزيف مينجيل

شهد التاريخ الحديث نسبيًا أن العلاقة بين التجرد من الإنسانية والعلم تؤدي إلى بحث علمي غير أخلاقي. تجربة توسكيجي للزهري، الوحدة 731، والتجارب البشرية النازية على الشعب اليهودي هي ثلاثة أمثلة من هذا القبيل. في السابق، جرى تجنيد الأمريكيين الأفارقة المصابين بمرض الزهري للمشاركة في دراسة حول مسار المرض. حتى عندما جرى تطوير العلاج والعلاج في نهاية المطاف، جرى حجبهم عن المشاركين الأمريكيين من أصل أفريقي حتى يتمكن الباحثون من مواصلة دراستهم. وبالمثل، أجرى العلماء النازيون أثناء الهولوكوست تجارب مروعة على الشعب اليهودي، كما قامت وحدة 731 التابعة لشيرو إيشي بعمل ذلك أيضًا مع الجنسيات الصينية والروسية والمنغولية والأمريكية وغيرها من الجنسيات التي جرى احتجازها في الأسر. جرى تبرير كلاهما باسم البحث والتقدم، مما يدل على الآثار بعيدة المدى لثقافة نزع الصفة الإنسانية على هذا المجتمع. عندما ظهر هذا البحث، بذلت جهود لحماية المشاركين في البحث في المستقبل، وحالياً، توجد مجلس الاستعراض المؤسساتي لحماية الأفراد من الاستغلال من قبل العلماء.
في السياق الطبي، أصبحت بعض ممارسات نزع الصفة الإنسانية مقبولة أكثر. في حين كان يُنظر إلى تشريح الجثث البشرية على أنه تجريد من الإنسانية في العصور المظلمة (انظر تاريخ علم التشريح )، فإن قيمة التشريح كوسيلة مساعدة للتدريب أصبحت مقبولة الآن على نطاق واسع. ارتبط نزع الصفة الإنسانية بالطب الحديث بشكل عام، وقد جرى اقتراحه صراحة كآلية للتعامل مع الأطباء الذين يعملون مع المرضى في نهاية العمر. حدد الباحثون ستة أسباب محتملة لنزع الصفة الإنسانية في الطب: ممارسات نزع الطابع الفردي، ضعف وكالة المريض، الاختلاف (الأسباب التي لا تسهل تقديم العلاج الطبي)، الميكنة، الحد من التعاطف، وفك الارتباط الأخلاقي (والتي يمكن المجادلة لتسهيل توصيل العلاج الطبي). العلاج الطبي).
في بعض الولايات الأمريكية، تتطلب التشريعات أن تشاهد المرأة صور الموجات فوق الصوتية لجنينها قبل الإجهاض. يجادل منتقدو القانون بأن مجرد رؤية صورة للجنين يضفي عليها طابعًا إنسانيًا وتحيز المرأة ضد الإجهاض. وبالمثل، أظهرت دراسة حديثة أن إضفاء الطابع الإنساني الدقيق على المرضى يبدو أنه يحسن رعاية هؤلاء المرضى. أبلغ أخصائيو الأشعة الذين قاموا بتقييم الأشعة السينية بمزيد من التفاصيل للمرضى وأعربوا عن مزيد من التعاطف عندما ترافقت صورة وجه المريض مع الأشعة السينية. يبدو أن إدراج الصور يتعارض مع نزع الصفة الإنسانية عن العملية الطبية.
نزع الصفة الإنسانية له تطبيقات خارج السياقات الاجتماعية التقليدية. التجسيم (أي إدراك القدرات العقلية والجسدية التي تعكس البشر في كيانات غير بشرية) هو عكس التجريد من الإنسانية. تقترح إحدى الدراسات أن عكس العوامل التي تسهل نزع الإنسانية (على سبيل المثال، المكانة العالية والقوة والاتصال الاجتماعي) يجب أن تعزز التجسيم. وهذا يعني أن الشخص المتدني المنفصل اجتماعيًا بدون سلطة يجب أن ينسب الصفات البشرية إلى الحيوانات الأليفة أو الأشياء غير الحية أكثر من الشخص ذي المكانة العالية والقوة العالية والمتصل اجتماعيًا.
لقد وجدت الدراسة أن الانخراط في لعبة فيديو عنيفة يقلل من التصورات عن إنسانية الفرد وإنسانية اللاعبين المستهدفين من عنف اللعبة. بينما يجرى تجريد اللاعبين من إنسانيتهم، غالبًا ما يجرى تجسيد شخصيات ألعاب الفيديو.
لقد حدث نزع الصفة الإنسانية تاريخيًا تحت ذريعة "التقدم باسم العلم". خلال معرض سانت لويس وورلد في عام 1904، عرضت حدائق الحيوان البشرية العديد من السكان الأصليين من القبائل المستقلة في جميع أنحاء العالم، وأبرزهم الشاب الكونغولي أوتا بينجا. جرى عرض سجن بنجا كخدمة عامة تُظهر "عرقًا منحطًا". خلال هذه الفترة، كان الدين لا يزال القوة الدافعة وراء العديد من الأنشطة السياسية والعلمية. لهذا السبب، جرى دعم علم تحسين النسل على نطاق واسع بين أبرز المجتمعات العلمية والشخصيات السياسية والنخب الصناعية في الولايات المتحدة. بعد الانتقال إلى نيويورك في عام 1906، أدى الغضب العام إلى حظر وإغلاق دائم لحدائق الحيوان البشرية في الولايات المتحدة.

## في الفن
غالبًا ما كان فرانثيسكو غويا، الرسام الإسباني الشهير وصانع الطباعة في الفترة الرومانسية، يصور الذاتية التي تنطوي على فظائع الحرب والعنف الوحشي الذي ينقل عملية نزع الصفة الإنسانية. في الفترة الرومانسية للرسم، كان فن الاستشهاد في الغالب وسيلة لتأليه المظلومين والمعذبين، وكان من الشائع أن يصور غويا شخصيات شريرة تؤدي هذه الأعمال الفظيعة الظالمة. لكنها كانت ثورية الطريقة التي كسر بها الرسام هذه الاتفاقية من خلال تجريد هؤلاء الشهداء من إنسانيتهم. "... لا يمكن للمرء أن يعرف من تصوره اللوحة، لذلك قام غويا بإصرار بتحويل رعاياه من شهداء إلى لحوم".